# Acuerdo estratégico-social
Un acuerdo estratégico-social o un acuerdo estratégico de colaboración se define como una asociación activa de diferentes intervinientes, quienes conservando plenamente sus respectivas autonomías, acuerdan y aceptan (implícita o explícitamente) de orientar sus esfuerzos y sus estrategias, con vistas a alcanzar algún objetivo común ligado a problemas o a asuntos claramente identificados. Aún conservando sus respectivas y correspondientes misiones, esas personas físicas o jurídicas participantes de hecho en el acuerdo, comparten deseos, intereses, responsabilidades, objetivos y motivaciones, léase también obligaciones.
Los objetivos son la cooperación al desarrollo, el desarrollo local, la resolución de conflictos entre las partes, y todo lo que implique la colaboración y la interrelación de las partes de una forma equilibrada, respetuosa e igualitaria.

## Planteo general
Los acuerdos estratégico-sociales frecuentemente se desarrollan en el marco de las alianzas. Un grupo de empresas que sistemáticamente funcionan basándose en acuerdos estratégicos de colaboración o asociación, recibe el nombre de empresa en red.
El socio se distingue de una parte interesada ("stakeholder") en este tipo de acuerdos, en el sentido que las relaciones operacionales entre socios son más estrechas y vinculantes. Las obligaciones de una empresa respecto de una parte interesada o "stakeholder", puede desembocar en firma de documentos y/o en condicionantes jurídico-legales, que involucren obligaciones de información u obligaciones pecuniarias, aunque por lo general dejando asimismo libertad operativa a los actores participantes.
Así, algunos actores (y particularmente la empresa) pueden conformar o concretar expectativas, y el entorno interesado responder o reaccionar frente a las mismas.
La enciclopedia digital Wikipedia es un buen ejemplo donde hay un "Acuerdo estratégico-social", entre por una parte la "Administración de Wikipedia" (la "Fundación Wikimedia", una organización sin ánimo de lucro), y por otra parte los wikipedistas o usuarios de la Comunidad Wikipedia en sus distintos niveles y grados (usuarios autoconfirmados, bibliotecarios, wikipedistas que poseen un bot, burócratas, checkusers /editores con privilegios de verificador de usuarios/, coeditores de Wikipedia sin privilegios, etc.

## Partenariado
Es un concepto empírico, en  permanente evolución dada la interrelación entre sus actos y sus actores. Cambia según se emplee en uno u otro campo, ya sea el desarrollo local, la cooperación al desarrollo, o en relaciones formativas, personales, culturales etc.
Según el Programa de Naciones Unidas para el Desarrollo (PNUD), el partenariado es una manera de entender el desarrollo desde la participación, a través del diálogo y la negociación  entre diversos actores que establecen un programa de acciones conjuntas, de manera que los beneficiarios se trasformen en actores de la acción de desarrollo. Siempre desde el respeto a los conocimientos indígenas y la perspectiva local.
El concepto de partenariado nace en la sociedad occidental, aunque la colaboración entre diversos partenariados o socios se pueda dar entre todo tipo de países, ya que partenariado es la colaboración entre dos o más estructuras donde se refuerza la cooperación dentro de un marco de negocios.
Debe ser  un fin en sí mismo, participativo y dinámico, con una actuación coordinada, delimitado a un espacio temporal concreto. Es un proceso continuo, en general a largo plazo, en el que los actores asociados al proceso se interrelacionan y desarrollan una relación  equilibrada entre estructuras 
"La igualdad en la toma de decisiones y la mutua influencia son las características básicas que diferencian el partenariado de cualquier otra forma de relación" (Brinkerhoff,1999) 

### Tipos
Según la Organización para la Agricultura y la Alimentación (FAO) podemos considerar los siguientes tipos:
1. De coordinación para organizar las instituciones y evitar las duplicidades en aras de una gestión más eficiente
2. Consultivo, facilitando que se compartan ideas entre las instituciones participantes
3. De complementariedad: se da cuando hay unos objetivos comunes entre los participantes  y un plan de acción compartido
4. Crítico: en él todos los participantes son imprescindibles para alcanzar el objetivo final y trabajan de manera conjunta para lograrlo.